# Distretto di Kaithal
Il distretto di Kaithal è un distretto dell'Haryana, in India, di 945 631 abitanti. È situato nella divisione di Ambala e il suo capoluogo è Kaithal.